# Монски политехнически факултет
Монският политехнически факултет (на френски: Faculté polytechnique de Mons), наричан кратко Политек Монс (Polytech Mons), е инженерен факултет в град Монс, административен център на провинция Ено, Белгия.
Факултетът е наследник на най-старото висше училище в града и първото инженерно училище в страната след военното Политехническо училище (1832). Основан е през 1836 година, първоначално се нарича Минно училище на Ено.
На 6 юли 2007 година е взето решение училището и Университетът на Монс-Ено (Université de Mons-Hainaut) да се обединят в Университет на Монс (Université de Mons, UMONS) от учебната 2009-2010 година.
Факултетът провежда обучение за 3-те основни степени на висше образование, като издава дипломи за бакалавър по инженерство, магистър по инженерство, доктор по приложни науки. През 2004-2005 в училището учат 1200 студенти. Годишно в него се дипломират 170 випускници.